# حبيل عرش (السياني)

تعديل مصدري - تعديل

حبيل عرش محلة تابعة لقرية الزرائب، التابعة لعزلة العربيين بمديرية السياني إحدى مديريات محافظة إب في الجمهورية اليمنية.، بلغ تعداد سكانها 23 حسب تعداد اليمن لعام 2004.